# Brevet (Fahrrad)
Ein Brevet bezeichnet im Radsport eine Langstreckenfahrt, bei der eine vorgegebene Strecke innerhalb eines bestimmten Zeitraums zu fahren ist. Jeder legt seine Geschwindigkeit, Pausen und ggf. seine Schlafpausen selbst fest. Diese Fahrweise wird französisch Allure Libre genannt. Ein Brevet ist ausdrücklich kein Rennen.

## Begriff
Der Begriff Brevet (franz. für „Diplom“, „Zeugnis“, „Schein“, „Patent“; von Latein: brevis = kurz) wird mindestens seit 1921 im Zusammenhang mit Langstreckenfahrten verwendet, die nach dem Reglement des Audax Club Parisien ausgerichtet werden. Er bezeichnet eine „Kilometerprüfung“, auf der ein Radfahrer zeigt, dass er eine vorgegebene Strecke aus eigenen Kräften innerhalb eines festgelegten Zeitraums ohne fremde Hilfe zurücklegen kann.
In einigen englischsprachigen Ländern, speziell Großbritannien und Australien, wird der Begriff Audax verwendet. Außerhalb dieser Länder steht dieser Begriff für Fahrten in geschlossenen Gruppen (siehe Audax).
Teilnehmer an Brevets werden Randonneure genannt (nach randonneur, franz. für „Wanderer“).

## Organisatorischer Ablauf
Da die Teilnehmer die Strecke mit möglichst wenig Hilfe bewältigen sollen, ist der Umfang der Organisation sehr gering. Brevets werden im öffentlichen Straßenverkehr ausgerichtet, die Strecke wird weder gesperrt noch ausgeschildert. Es gibt keine Verpflegungsstellen. Ähnlich wie bei einer Radtourenfahrt gibt es einen relativ kurzen Startzeitraum. Bei Brevets mit geringen Teilnehmerzahlen ist es verbreitet (aber keineswegs obligatorisch), gemeinsam zu starten und mindestens bis zur ersten Kontrolle zusammenzubleiben.
Jeder Teilnehmer erhält vor dem Start einen Streckenplan sowie eine Kontrollkarte. Manche Organisatoren geben zusätzlich einen Kartenausschnitt aus, in dem die abzufahrende Route eingezeichnet ist. Meistens werden die Strecken auch auf Webseiten vorab veröffentlicht oder zum Download für GPS-Empfänger angeboten. Bei einigen wenigen Brevets gibt es keine vorgegebene Strecke, sondern nur eine Liste der zu durchfahrenden Orte.

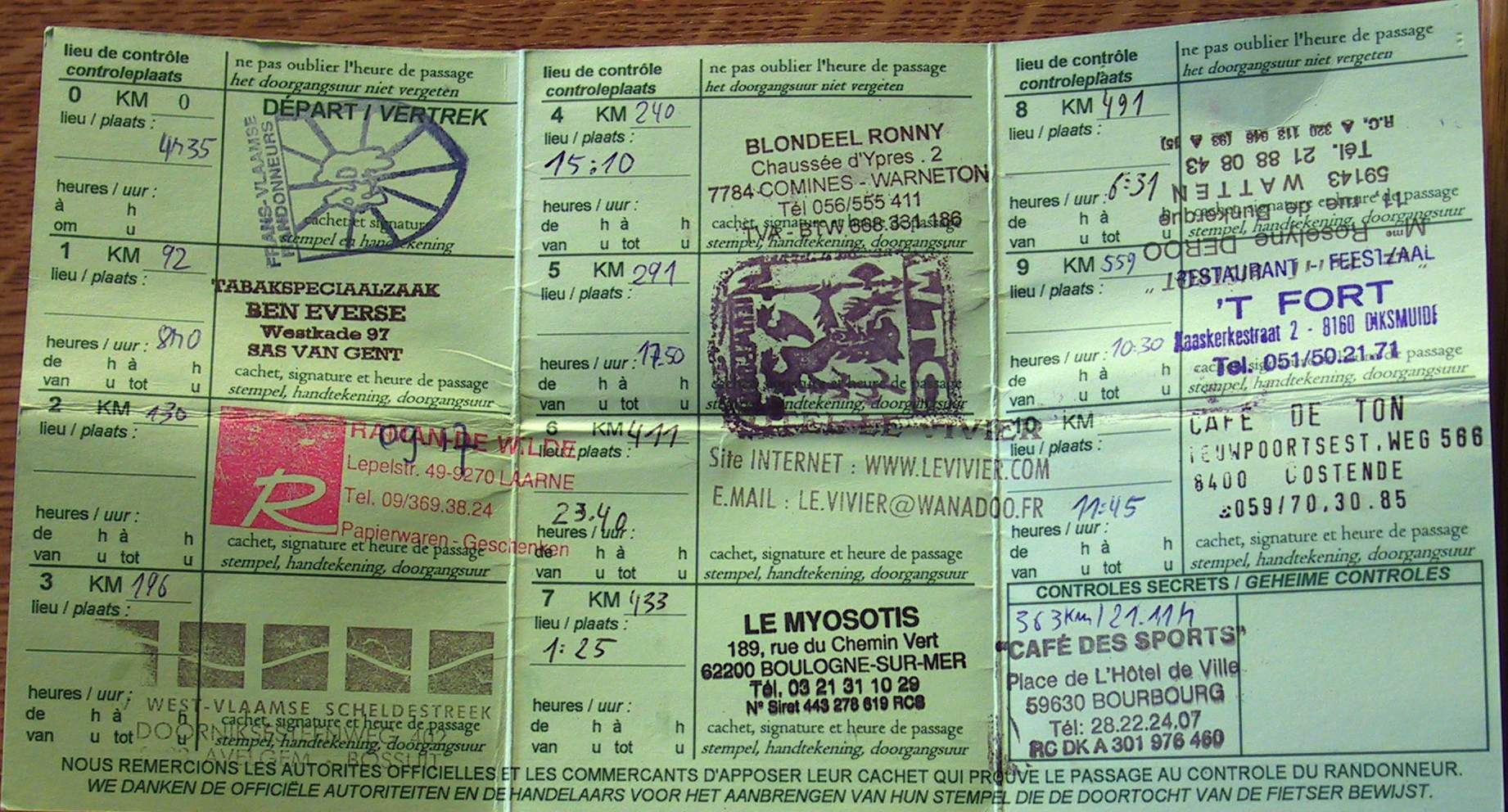
Kontrollkarte eines 600-km-Brevets in Belgien

 Um zu prüfen, ob ein Teilnehmer die Strecke gefahren ist, legt der Organisator mehrere Kontrollstellen fest, an denen der Teilnehmer die Durchfahrt mit einem Stempel in seine Kontrollkarte bestätigen lassen muss. Datum und Uhrzeit trägt der Teilnehmer selbst ein. In Deutschland werden Kontrollstellen oft fest vorgegeben, z. B. eine bestimmte Tankstelle oder Gaststätte. In Belgien, Frankreich und Luxemburg wird oft lediglich ein Ort als Kontrolle genannt; der Bestätigungsstempel kann dann in einem beliebigen Geschäft am Ort oder einer anderen Einrichtung eingeholt werden, z. B. von einer Touristen-Information oder einem Polizeiposten. Früher musste man aus jedem Kontroll-Ort eine Postkarte abschicken. In der Schweiz wurden zeitweise Bahnhöfe als Kontrollpunkte festgelegt; dort musste der Teilnehmer einen passend zurechtgeschnittenen Papierstreifen in den Entwerter stecken, der Datum und Uhrzeit auf das Papier stempelt. Manche Kontrollen können als Frage-Kontrolle (engl. Info Control) ausgeführt werden; die Teilnehmer müssen dann zum Beispiel eine Inschrift eines Gebäudes in ihrer Wertungskarte notieren oder ein Selfie vor Ort aufnehmen.
Seit 2021 ist es bei deutschen Brevets möglich, alternativ eine digitale Brevetkarte zu verwenden. Dabei können registrierte Teilnehmer an Start, Ziel und den Kontrollstellen ihren GPS-Standort und ein Belegfoto über eine Webseite hochladen und damit die Kontrollbedingungen erfüllen.
Die Kontrollstellen liegen in der Regel so, dass die vorgegebene Strecke die jeweils kürzeste oder schnellste Verbindung zwischen ihnen darstellt. Das soll verhindern, dass Teilnehmer die Strecke abkürzen. Zwischen den vorgegebenen Kontrollen kann es unangekündigte Kontrollen geben, so genannte Geheimkontrollen.

## Charakter der Veranstaltung und Abgrenzung zu Radrennen
Trotz des sportlichen Charakters sind Brevets ausdrücklich keine Rennen. Die meisten Teilnehmer wollen lediglich die Strecke innerhalb des Zeitlimits schaffen, sie legen keinen Wert auf schnelle Zeiten. Viele Fahrer nutzen Brevets auch, um sich während der Fahrt und der Pausen mit Gleichgesinnten zu unterhalten.

## Verwendete Fahrräder
Grundsätzlich sind (fast) alle Fahrräder zugelassen, auf denen sich der Radfahrer ausschließlich aus eigener Muskelkraft fortbewegt.
Die meisten Teilnehmer verwenden ein Rennrad, das mit einem kleinen Gepäckträger, Licht und Schutzblechen tourentauglich gemacht wurde. Dieser Fahrradtyp wird Randonneuse oder Randonneur genannt, wobei diese Begriffe nicht fest umrissen sind. Häufig sind auch die für Langstrecken gut geeigneten Liegeräder anzutreffen. Besonders auf flachen Strecken fahren vermehrt die aerodynamischen (aber vergleichsweise schweren) Velomobile mit.

## Streckenlängen und Zeitlimits
| Strecke [km] | Zeitlimit [h] | Durchschnittsgeschwindigkeit [km/h] | Mindestzeit 1 [hh:mm] |
| ------------ | ------------- | ----------------------------------- | --------------------- |
| 0.200        | 13,5          | 14,8                                | 05:53                 |
| 0.300        | 20,0          | 15,0                                | 09:00                 |
| 0.400        | 27,0          | 14,8                                | 12:08                 |
| 0.600        | 40,0          | 15,0                                | 18:48                 |
| 1.000        | 75,0          | 13,3                                | 33:05                 |
| 1.200        | 90,0          | 13,3                                | 40:47                 |

Neben dem Zeitlimit für das Ziel gibt es auch Limits für die Durchfahrt der einzelnen Kontrollstellen. Sie orientieren sich an den oben angegebenen Durchschnittsgeschwindigkeiten. Bis 2023 waren diese Zeitfenster an den Zwischenkontrollen zwingend einzuhalten; seit 2024 haben die Angaben nur mehr einen empfehlenden Charakter, etwa um die eigene zeitliche Orientierung zu erleichtern. Gleichwohl müssen die Durchfahrtszeiten bei jeder Kontrolle erfasst werden.
Bei abweichenden Längen werden die Zeiten nicht angepasst. Ist beispielsweise ein 600er-Brevet tatsächlich 640 km lang, haben die Fahrer dennoch nur 40 Stunden Zeit.
Bei widrigen Umständen (zum Beispiel Umweg wegen gesperrter Straße) darf der Organisator das Limit angemessen erhöhen.

## Liste einiger Brevets (mit mindestens 1.200 km)

### Übersicht
- Amerika
  - Boston-Montréal-Boston (USA und Kanada)
  - Cascade 1200, (Washington, USA)
  - Gold Rush Randonee (Kalifornien, USA)
  - Bonifay Cheaha Challenge (Florida und Alabama, USA)
  - Colorado Last Chance 1200 km Randonnee (Colorado, USA)
  - Rocky Mountain 1200 (British Columbia und Alberta, Kanada)
  - Shenandoah 1200K (Colorado, USA)
  - VanIsle 1200 (Vancouver Island, Kanada)

- Australien
  - Perth-Albany-Perth (Western Australia, Australien)
  - Great Southern Randonnee (Victoria, Australien)

- Europa
  - Paris–Brest–Paris (PBP)
  - London–Edinburgh–London
  - Sofia-Varna-Sofia (Bulgarien)
  - Hamburg-Berlin-Köln-Hamburg (Deutschland)
  - Madrid-Gijón-Madrid (Kastilien-León und Asturien, Spanien)
  - Super Brevet Scandinavia (Dänemark, Norwegen und Schweden)
  - Transrussia (Russland)

### Besondere Brevets
Die Königsveranstaltung ist die 1.200 km lange Radfahrt Paris–Brest–Paris (PBP), die der Audax Club Parisien alle vier Jahre jeweils im August organisiert, zuletzt 2023. Die Besonderheit dieses Brevets ergibt sich aus der Atmosphäre, die durch 6.000 Teilnehmer entsteht. Zudem bieten die Anwohner der Strecke den Teilnehmern rund um die Uhr Unterstützung in Form von Speisen und Getränken. Außerdem ist die Strecke vollständig ausgeschildert. An vielen Kontrollstellen werden Mahlzeiten und Fahrrad-Ersatzteile verkauft, es gibt Duschen und einfache Schlafmöglichkeiten. Zur Qualifikation muss man im selben Kalenderjahr wie PBP Brevets mit 200, 300, 400 und 600 km absolvieren, wobei jedes Qualifikations-Brevet durch ein längeres ersetzt werden kann.
Alle Qualifikations-Brevets werden als BRM (Brevet Randonneur Mondiaux) bezeichnet. Zusätzlich gibt es Brevets, die nicht für die PBP-Qualifikation verwendet werden können, aber sonst nach denselben Regeln ausgetragen werden.
In Europa ist außerdem das 1.400 km (2022: 1.540 km) lange Brevet London–Edinburgh–London (mit 1.500 Teilnehmern 2017) von Bedeutung. Es findet alle vier Jahre statt, mit jeweils zwei Jahren Abstand zu Paris-Brest-Paris – wegen der Covid-Pandemie aber nicht 2021, sondern erst 2022. Populär ist auch 1001 Miglia Italia, das mit 1.600 km längste Brevet Europas.
Die nach PBP größten Teilnehmerzahlen finden sich bei London-Edinburgh-London, Sofia-Varna-Sofia und Boston-Montréal-Boston.
Trotz seinem Namen explizit nicht zu den Brevets gezählt wird das Schweizer Alpenbrevet mit maximaler Streckenlänge von 276 km und über 7.000 Höhenmetern.

## Flèche
Der Flèche (seit 1947) ist eine Sternfahrt, bei der Teams aus 3 bis 5 Fahrrädern gleichzeitig in unterschiedlichen Orten zu einem gemeinsamen Ziel fahren. Die Teams legen ihre Strecke selbst fest, wobei in 24 Stunden mindestens 360 km zurückzulegen sind. In Frankreich (Flèche Velocio) wird das Ziel jährlich neu festgelegt, in Deutschland (Flèche Allemagne) geht es alle zwei Jahre zur Wartburg bei Eisenach. In den Niederlanden und Belgien findet der Flèche ebenfalls alle zwei Jahre statt, immer abwechselnd. In den meisten Ländern (nicht in Deutschland) wird der Flèche zu Ostern gefahren.

## Super-Randonnée
Die Super-Randonnée (seit 2009) ist ein Brevet, bei dem es auf viele Höhenmeter ankommt. Gestartet wird nicht wie sonst in einer Gruppe, sondern jeder kann sich den Start für seine Super-Randonnée selbst aussuchen. Er muss dabei eine der existierenden Strecken fahren, die 600 km lang sind und mindestens 10.000 Höhenmeter aufweisen. Das Zeitlimit beträgt 60 Stunden. (Vor 2017 galt: Zeitlimit sind 50 Stunden plus Aufschlag bei mehr Höhenmetern.) Die Strecke lässt sich alternativ auch (fast) ohne Zeitlimit als Super-Randonnée Touriste fahren; die Anforderung reduziert sich dabei auf täglich mindestens 80 km Strecke.

## Auszeichnungen
- Super Randonneur: Eine Brevet-Serie innerhalb eines Jahres, also 200, 300, 400 und 600 km.
- International Super Randonneur: Eine Brevet-Serie in vier unterschiedlichen Ländern.
- Randonée-Round-the-Year (RRtY): In zwölf aufeinanderfolgenden Monaten jeweils (mindestens) ein Brevet. Fast nur in Großbritannien bekannt.
- Randonneur 5.000: 5.000 km innerhalb von vier Jahren mit bestimmten Brevets, darunter einmal Paris–Brest–Paris und ein Flèche.
- Randonneur 10.000: 10.000 km innerhalb von sechs Jahren mit bestimmten Brevets, darunter einmal Paris–Brest–Paris, ein Flèche und eine Super-Randonnée mit Zeitlimit.